# Platacmaea cretiseca
Platacmaea cretiseca är en fjärilsart som beskrevs av Edward Meyrick 1920.
Platacmaea cretiseca ingår i släktet Platacmaea och familjen rullvingemalar. Inga underarter finns listade i Catalogue of Life.